# لئون جانسون
لئون جانسون (فرانسوی: Léon Johnson‎; ۲۹ فوریهٔ ۱۸۷۶ – ۲ ژانویهٔ ۱۹۴۳) تیرانداز اهل فرانسه بود.
وی در مسابقات کشوری و بین‌المللی در مجموع برندهٔ ۲ مدال نقره، ۱ مدال برنز شده‌است.